# Blumenstrauß

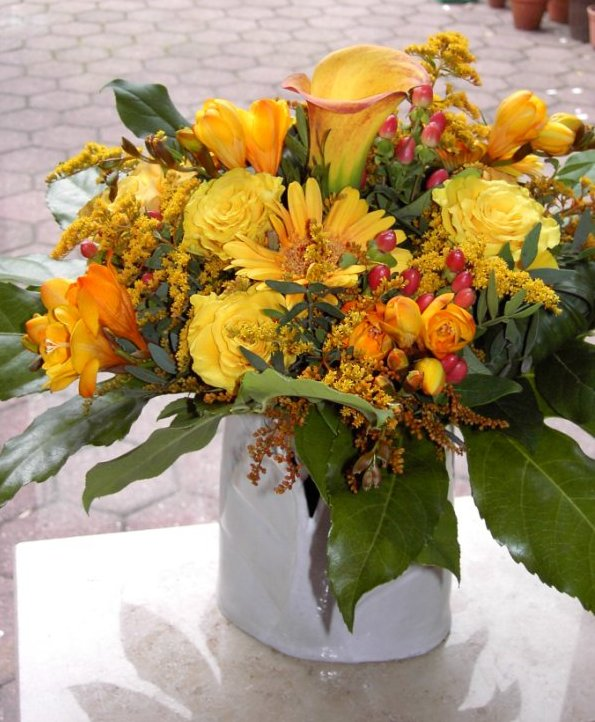
Blumenstrauß

Ein Blumenstrauß ist ein Blumengebinde mit einer Bindestelle. Damit kann es bequem transportiert werden. Synonym wird auch Blumenbouquet verwendet.

## Kulturgeschichte
Abgesehen von der medizinischen Verwendung, wurden Blumen zuerst als Schmuckgebinde für Opfer- und Grabbeigaben verwendet. Bereits die Ägypter, später die Griechen und die Römer benutzten Blumen zu ihren Gepflogenheiten. In Ägypten hat man Grabbeigaben aus der Zeit um 1540 v. Chr. herum nachweisen können, die aus der Darstellung von rotem Mohn, gelben Araunen, Kornblumen und Lilien bestanden. In der griechischen Antike war es bereits üblich, jungen Damen Blumen und Blüten als Geschenk zu überreichen, um die weibliche Schönheit zu preisen. Im nördlichen Europa gehörte es zu den Bräuchen der Germanen, dass junge Mädchen und Frauen sich zu feierlichen Anlässen mit Kränzen aus frischen Blüten schmückten, zum Beispiel bei Hochzeiten oder an hohen Feiertagen und Fruchtbarkeitsfesten.
Im Zuge der Christianisierung Europas verlor der Blumenschmuck und damit der Blumenstrauß zunächst an Bedeutung. Währenddessen wurde die Kunst des Blumenbindens in anderen Kulturkreisen hochgeschätzt: In Japan wird die meditative Kunst des Ikebana bereits seit dem 6. Jahrhundert n. Chr. ausgeübt und gehört nachweislich spätestens seit dem 15. Jahrhundert zur Ausbildung junger Adliger. Im Gegensatz zu den rein dekorativen Sträußen der westlichen Welt sollen Ikebana-Sträuße eine innere Harmonie und ein höheres Ordnungsprinzip zum Ausdruck bringen.
In Europa gewann der antike Brauch, Blumen als Geschenk zu überreichen, erst mit der Renaissance wieder an Bedeutung. Der Blumenstrauß als leicht vergängliches Geschenk traf vor allem während des Barock den Zeitgeist, der eben das Vergängliche und Jenseitige pries.
Zunächst vor allem den Adligen vorbehalten, kam der Blumenstrauß Anfang bis Mitte des 19. Jahrhunderts auch beim Bürgertum in Mode. In dieser Zeit erst entwickelte sich der Strauß als eigenständige, bewusst gestaltete Form. Gegen Ende dieses Jahrhunderts gewann der private Bereich des Hauses durch den industriellen Aufschwung und der dadurch reicher gewordenen Bürgerschicht an Bedeutung. Der Blumenstrauß wurde zum festen Bestandteil der Lebenswelt des Bürgertums.
Der Gartenbau war nun keine reine Adelsangelegenheit mehr, und private Firmen etablierten sich. Kunst- und Handelsgärtnereien begannen, an die rasch wachsende Käuferschicht ihre Produkte zu vermarkten.
Franz Kolbrand schrieb in seinem 1952 in 1. Auflage erschienenen Floristik-Fachbuch Europa windet den Kranz:
„Im Wechsel der Weltanschauungen vom mystischen Mittelalter zur sinnenfreudigen Renaissance, dann zum üppigen Überschwang des Barock und zur zarten Eleganz des Rokoko bis zum Impressionismus und Expressionismus wandeln sich wohl Umfang und Vehemenz der „lockeren Fülle“ von Sträußen, immer aber bleibt das natürliche Wesen des lebendigen Grünens und Blühens eigentlicher Sinn aller Darbietung.“
Das natürliche Wesen der Blumen ist ein wichtiger Bestandteil der Weihenstephaner Gestaltung, die an der Staatlichen Fachschule für Blumenkunst in Weihenstephan gelehrt wird.

## Verwendung

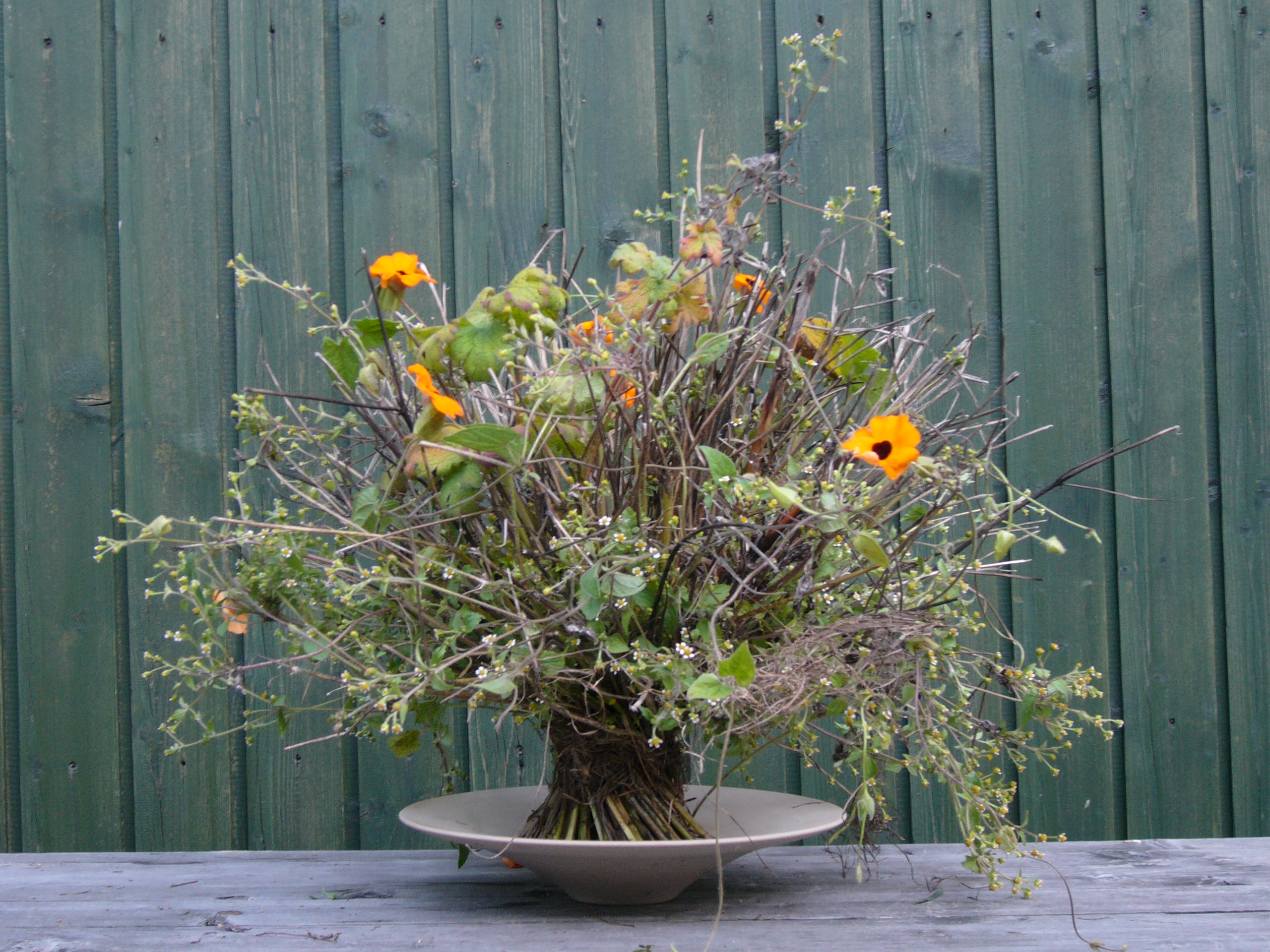
Herbststrauß

- Die früheste nachgewiesene Verwendung frischer Blumen ist als Grabbeigabe und Grabschmuck.
- Im Altertum und in der Antike schmückten sich Frauen zu besonderen Festlichkeiten mit Blumenkränzen.
- Seit der Renaissance ist der Brautstrauß bekannt; ursprünglich dienten die stark duftenden Blüten dem praktischen Zweck, Körpergerüche und den schweren Duft des Weihrauchs zu überdecken; heute werden Blumensträuße zu zahlreichen festlichen Anlässen wie eben Hochzeiten, zur Kommunion oder Konfirmation, zu Abschlussbällen etc., von Frauen getragen.
- Aus viktorianischer Zeit stammt der Brauch, einer Frau bei einer Einladung zum Ball einen Ansteckstrauß zu überreichen.
- Als Geschenk ist der Blumenstrauß seit dem Barock bis in die heutige Zeit hinein beliebt.
- Ab etwa 1860 verdrängten, zumindest im Sommerhalbjahr, frische Blumen die Kunstblumen (aus Seide oder Porzellan) als Tafelschmuck; zuvor hatte man frischen Blumenschmuck auf Esstischen vermieden, denn der Duft wurde als störend beim Genuss des Essens wahrgenommen, außerdem galt die Schnittblume als Symbol der Vergänglichkeit. Die Hotellerie ging jedoch damals dazu über, auch frische Blumen für Tafeln zu verwenden; bürgerliche und adlige Haushalte folgten und schließlich seit ca. Ende des 19. Jahrhunderts sogar die höfischen Tafeln. Gleichzeitig begann auch die Aufstellung von Sträußen oder großen Blumenarrangements in Hotelhallen, privaten Salons und anderen Innenräumen zu dekorativen Zwecken.

Blumenbinderei wird heute als Floristik (Handwerk) bezeichnet und geht auf verschiedene traditionelle und kulturelle Entwicklungen zurück. So ist der Blumenstrauß ein gesellschaftlich etabliertes Symbol mit verschiedenen Bedeutungen.
Je nach Anlass haben Blumensträuße verschiedene Formen und Farben. So werden bspw. zur Genesung bunte Sträuße verschenkt, um einen kranken Menschen aufzuheitern und Vitalität zu vermitteln, während in der Trauerfloristik gediegene Farben Anteilnahme und Trauer ausdrücken.
Ein Blumenstrauß kann als Gesamtwerk eine Aussage haben. So hat eine nach rechts gebundene Schleife die Bedeutung, dass die Aussage des Straußes dem Beschenkten gilt, während ein Blumenstrauß, der mit einer nach links gebundene Schleife zusammengehalten wird, eine Aussage über den Schenkenden selbst innehat.

## Straußformen

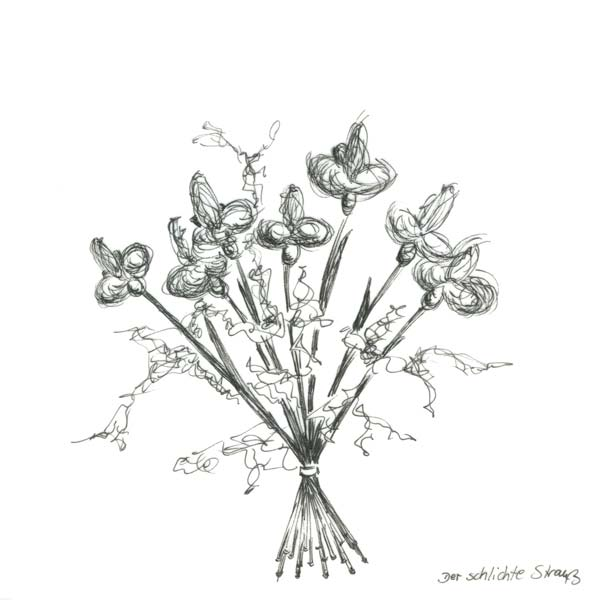
Schlichter Strauß
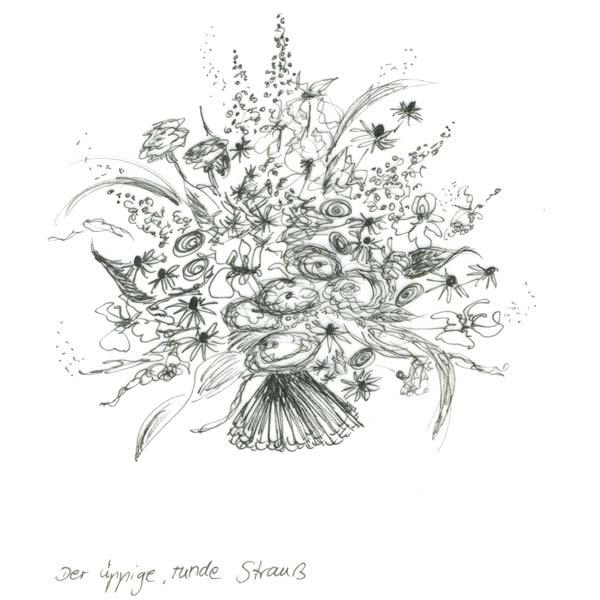
Runder Strauß
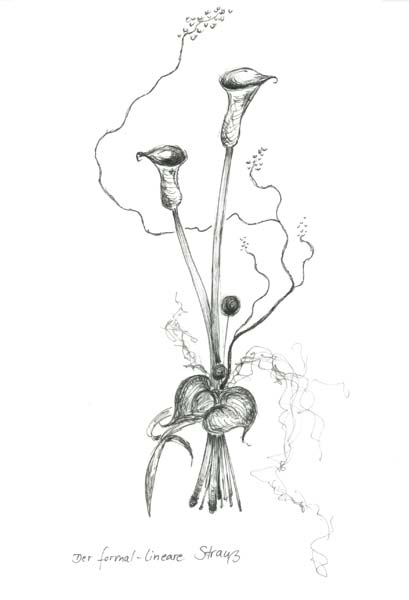
Formal linearer Strauß
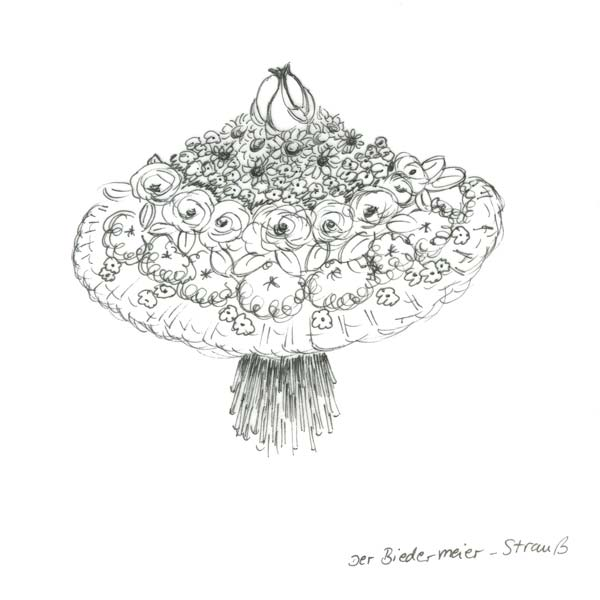
Biedermeierstrauß

### Varianten der Bindetechnik
- Spiralförmig gebunden
- Parallel gebunden

### Bouquet

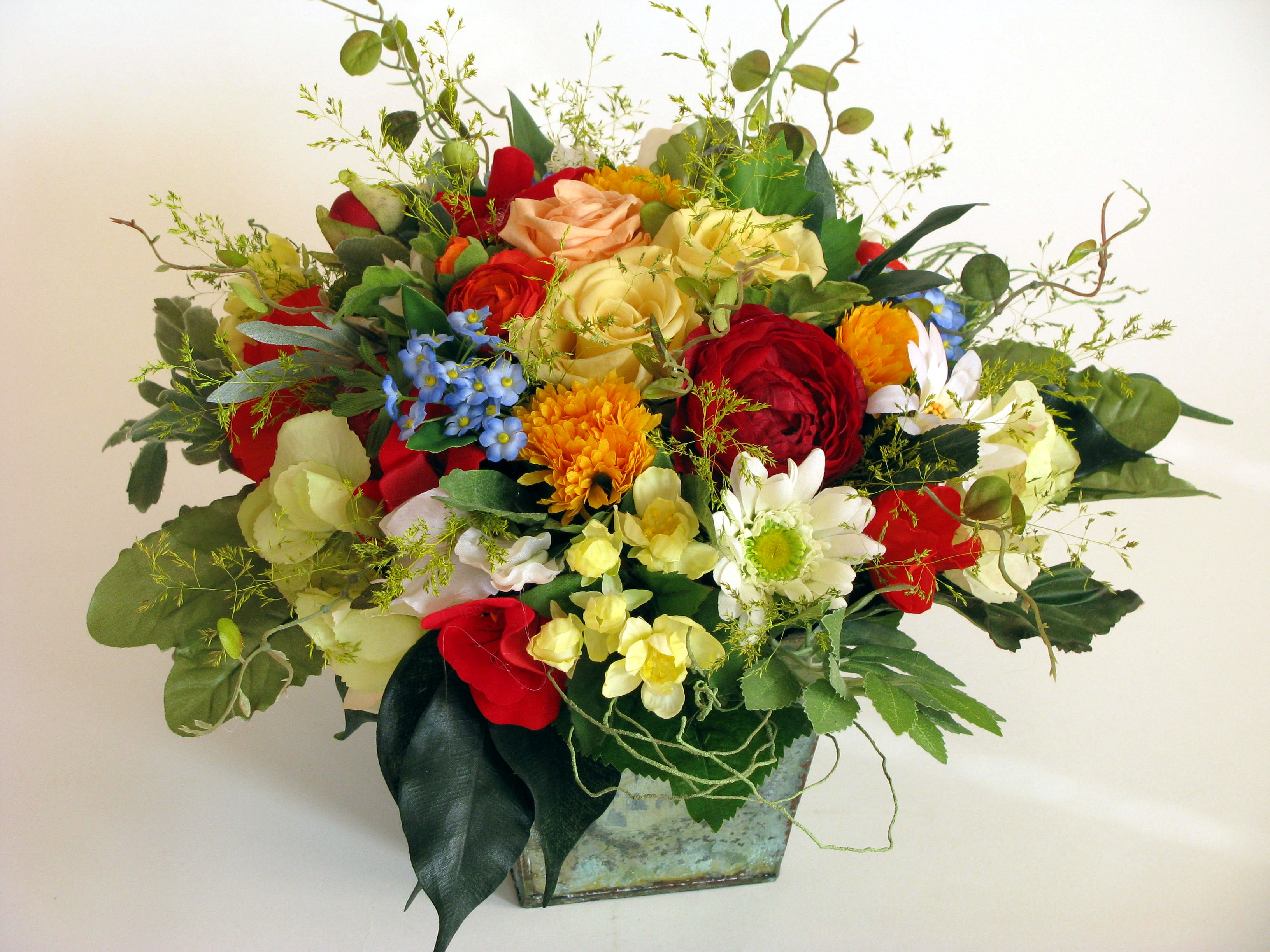
Biedermeierstrauß aus Seidenblumen sowie präparierten Rosen und Gräsern

Für das Bouquet werden die Blüten Kopf an Kopf gebunden. Die Manschette besteht aus Blättern oder Papier. Sie kann aber auch aus feinen gewundenen Weidenzweigen bestehen. Die Blumen selbst werden hierbei angedrahtet, je nach Sorte mit einer bestimmten Technik. So werden Rosen auf 3 bis 4 cm Stiellänge gekürzt, danach meist mit nasser Watte umwickelt. Durch Steckdraht wird dann der Stiel wieder künstlich verlängert, um die Blumen binden zu können. Das sogenannte „Wattieren“ soll für längere Frische sorgen. Die Watte und der Draht werden dann mit einem speziellen Klebeband umwickelt. Dieses Flora Tape wird durch den leichten Zug, den der Florist ausübt, sehr klebrig und sorgt für eine Rutschfestigkeit der Drahtstiele.
Beim Binden wird auf eine gleichmäßige Kuppelform geachtet, die nicht zu spitz aber auch nicht zu flach wirken darf. Diese Form endet mit einem rechtwinkligen Abschluss zum Stiel. Der Stiel selbst wird dann meist auf die Handbreite plus 2 cm gekürzt, dann wieder mit Flora Tape fest umwickelt. Für mehr Komfort beim Halten sorgt eine dünne Schicht aus Watte. Ein Seidenband in der passenden Farbe, das um den Stiel gleichmäßig gebunden wird, vollendet das Werkstück.

### Langstielige Binderei
Die langstielige Binderei, die teilweise auch als „deutscher Naturstrauß“ bezeichnet wird, ist seit den 1950er-Jahren eine gängige Bindeform. Dabei werden die Blumenstiele lang gebunden und sind somit ein Teil der Gestaltung. Dies führt dazu, dass das natürliche Wesen der Blume zum Ausdruck kommt. Durch die langen Stiele, die so gut Wasser aufnehmen können, ermöglicht die langstielige Binderei eine längere Haltbarkeit der Blumen.

### Marienstrauß
Der Marienstrauß besteht generell nur aus vier verschiedenen Blumen. Diese haben dabei in der Regel unterschiedliche Farben. Die Bindung von Blumen zu einem Marienstrauß war früher besonders als Altarschmuck verbreitet.

## Blumensprache
Blumen dienen seit dem 18. Jahrhundert nicht nur als dekorativer Schmuck, sondern auch als Mittel der Kommunikation. Die unterschiedlichen Blüten und ihre Kombination übermitteln Botschaften. Erstmals beschrieben wurde die „Sprache der Blumen“ von Lady Mary Wortley Montagu, die auf ihren Reisen die verschiedenen Bedeutungen der Blumen sammelte. Der Code besteht aus der Art der Blüte, ihrer Farbe, ihrem Alter (als Knospe oder voll erblüht) sowie der Zusammenstellung der Blumen. Ein einziger Blumenstrauß kann somit eine komplexe Botschaft übermitteln.

## Philatelistisches
Mit dem Erstausgabetag 1. März 2023 gab die Deutsche Post AG ein Sonderpostwertzeichen im Nennwert von 70 Eurocent heraus. Der Entwurf stammt von Bettina Walter aus Bonn.